# Chacharramendi
Chacharramendi é um município da província de La Pampa, na Argentina.